# Khānī Yek (ort i Iran)
Khānī Yek är en ort i Iran.   Den ligger i provinsen Fars, i den centrala delen av landet, 600 km söder om huvudstaden Teheran. Khānī Yek ligger 1 914 meter över havet och antalet invånare är 2 493.
Terrängen runt Khānī Yek är varierad. Runt Khānī Yek är det ganska tätbefolkat, med 67 invånare per kvadratkilometer. Närmaste större samhälle är Boneh-ye Khūmehzār, 15,2 km nordväst om Khānī Yek. Omgivningarna runt Khānī Yek är i huvudsak ett öppet busklandskap.